# テスファエ・トラ
テスファエ・トラ（Tesfaye Tola,1974年10月19日 - ）は、エチオピアオロミア州アルシ地方出身の陸上競技長距離選手。2000年のシドニーオリンピックのマラソンで同じエチオピアのゲザハン・アベラ、ケニアのエリック・ワイナイナに次いで銅メダルを獲得した。また2001年には東京国際マラソンで5位、カナダのエドモントンで行われた2001年世界陸上選手権のハーフマラソンでは4位となっている。

## 主な記録
- 1999年 
  - アムステルダムマラソン 4位
- 2000年
  - シドニーオリンピック マラソン 銅メダル
- 2001年
  - 東京国際マラソン 5位
  - 第10回世界ハーフマラソン選手権（ブリストル） 5位
- 2002年
  - ソウルマラソン
- 2003年
  - 第10回世界ハーフマラソン選手権9位（ヴィラモウラ,ポルトガル）
- 2004年
  - ロンドンマラソン5位[1]
- 2005年
  - アムステルダムマラソン 3位[2]
- 2006年
  - アイントホーフェンマラソン7位[3]
- 2007年
  - ローママラソン6位[4]
  - 2007年世界陸上選手権マラソン（大阪市） 途中棄権
- 2008年 
  - ドバイマラソン 5位[5]

## 自己ベスト
- 10000m - 28分12秒32 (1999年)
- ハーフマラソン - 59分51秒 (2000年)
- マラソン - 2時間06分57秒 (1999年)